# Iridopsis sapulena
Iridopsis sapulena là một loài bướm đêm trong họ Geometridae.